# Марковиченко Андрій Едуардович
Андрій Едуардович Марковиченко (рос. Марковиченко Андрей Эдуардович; 15 березня 1979, Мурманськ) — російський та український гравець та тренер з хокею з м'ячем, що виступав на позиції півзахисника. На даний момент  — хокейний тренер.

## Ігрова кар'єра
Народився у сім'ї вихідця з Украінської РСР Едуарда Васильовича Марковиченко.
Хокеєм почав займатися у 1987 у відділенні хокею з м'ячем ДЮСШ №6 міста Мурманська. Грав за команди «Арктик-Сервіс» (Мурманськ 1995-96), «Сєвєронікєль» (Мончегорськ 1996-98), «Арктика», «Арктикморнєфтєгазразвєдка», «АМНГР-Мурман», «Мурман» (1998-2012). Провів 158 матчів в чемпіонатах Росії (Суперліга) в яких забив 10 м’ячів.

## Тренерська робота
З 2012 займається тренерською роботою, організовує та проводить змагання з хокею з м’ячем та флорболу в Мурманську та Мурманській області. Віце-президент Мурманської міської Федерації з хокею з м’ячем та флорболу.
У 2012 році під час перебування в Україні познайомився з керівництвом УФХМР та взяв участь у тренуваннях ХК «Дніпро» Дніпропетровськ, після чого отримав пропозицію очолити національну збірну України з хокею з м’ячем. У грудні 2012 провів дводенний тренувальний збір кандидатів у збірну в смт Буди.
Брав участь у 3 чемпіонатах світу – в 2013 у Ветланді та 2014 в Іркутську, як граючий тренер, в 2016 році в Ульяновську як капітан команди. Всього як гравець провів 17 матчів, в яких забив 27 м’ячів. В 3 матчах брав участь виключно як тренер.
Бронзовий призер чемпіонату світу 2016 року в групі В, потрапив в символічну збірну чемпіонату.
Є головним тренером юнацької збірної України. Взяв участь у чемпіонаті світу U15 2014 в Роннебю (Швеція) та чемпіонаті світу U17 2015 в Сарпсборзі (Норвегія).